# Rocca di Bertinoro
La rocca di Bertinoro, anche rocca vescovile di Bertinoro, è un fortificazione nel comune di Bertinoro risalente al X secolo.  Nella rocca ha sede il Museo interreligioso di Bertinoro.

## Storia

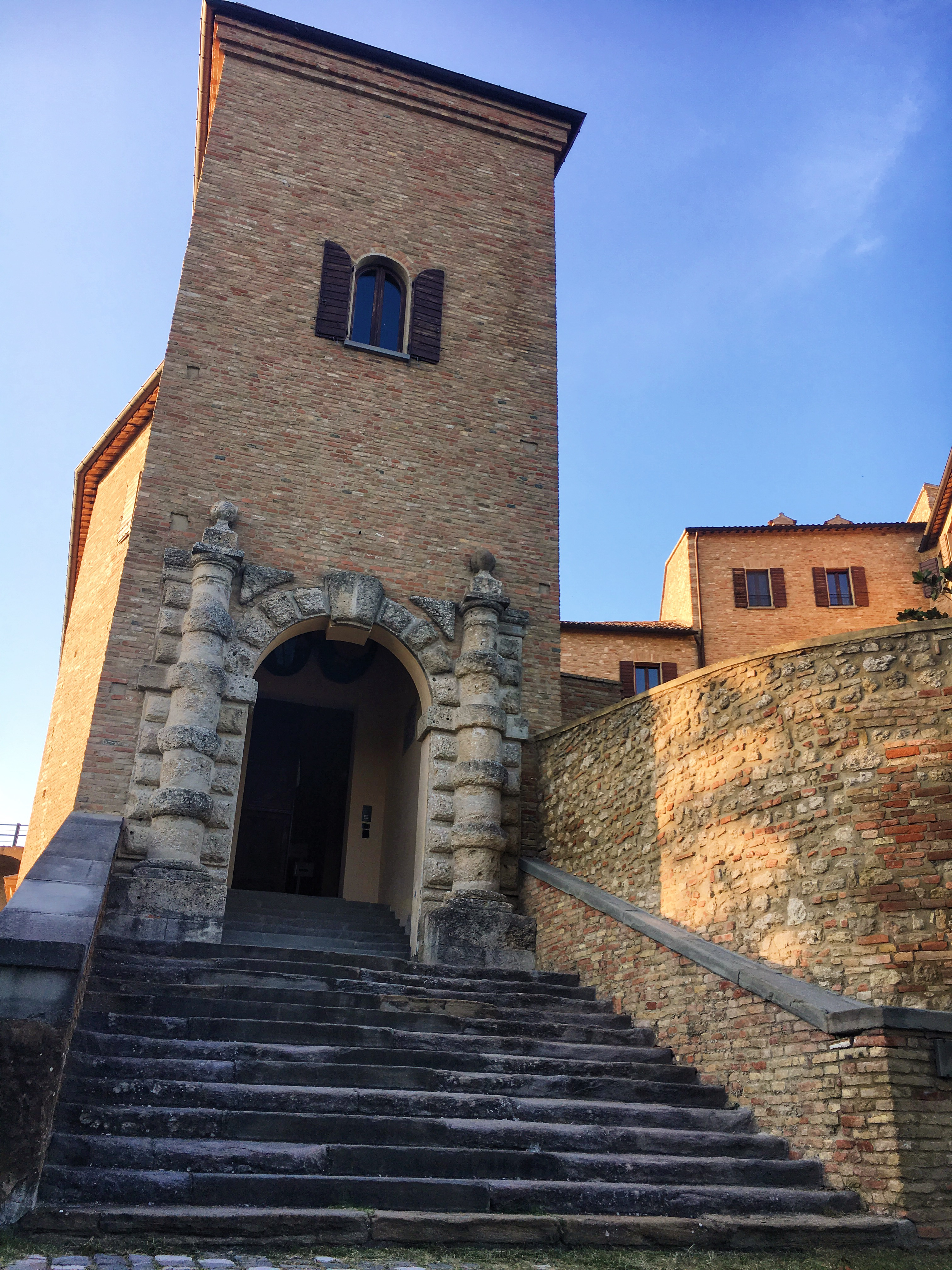
Entrata nella rocca in una delle torri lungo la cinta muraria

Il primo documento che riferisce dell'esistenza della rocca risale al X secolo dove si parla di un placitum, ovvero un'assemblea di nobili romagnoli ed esponenti del clero di Ravenna che si tenne 27 novembre 995 presso il "castro Cesubeo", una costruzione in pietra dotata di mastio, per decidere l'assegnazione dei diritti feudali di Celincordia.
Da quanto riportato dall'Anonimo bertinorese, intorno all'anno mille esisteva un'altra rocca e, grazie a scavi in epoca moderna per la realizzazione di una conduttura fognaria, sono state trovate tracce di muri e materiale di riporto lungo il viale che porta alla rocca esistente. Fin dal X secolo fu sede dei Conti di Bertinoro quando nel 1004 l'arcivescovo di Ravenna assegnò i diritti feudali su Bertinoro a Ugo degli Onesti, capostipite della casata dei conti di Bertinoro che governerà la contea fino alla fine del XII secolo quando, nel 1177, morì Aldruda Frangipane, contessa di Bertinoro, e la rocca divenne un feudo dell’imperatore Federico Barbarossa vi dimorò con la corte e le truppe per circa 6 mesi. Con la fine del dominio svevo in Italia, Bertinoro nel 1278 cadde sotto il dominio dello Stato Pontificio e la rocca divenne sede dei rappresentanti papali deputati al governo della Romagna. Da quanto riportato negli annali della città di Cesena nel 1319 Almerigo di Castel Lucio venne nominato da papa Giovanni XXII rettore della Romagna e, come i suoi predecessori, ebbe come dimora il paese di Bertinoro ove, trovandola in pessime condizioni decise di riedificarla; vennero quindi realizzate nuove mura in parte ancora visibili; lungo le mura sorgevano quattro torri in corrispondenza degli angoli; l'ingresso principale era in corrispondenza della torre rivolta a sud.
Divenne poi oggetto di contesa dalle potenti signorie locali: nel 1306 venne occupata dagli Ordelaffi (vi trovò poi rifugio Dante Alighieri che divenne ambasciatore della famiglia. Venne ripresa dallo stato pontificio con il cardinale Egidio Albornoz che nel 1357 la fece diventare la sede del comando militare durante la riconquista militare della Romagna e, nel 1361, a causa della parziale distruzione di Forlimpopoli, Bertinoro divenne sede vescovile. Venne poi affidata nel 1379 in feudo alla famiglia dei Malatesta da Rimini. Dalla metà del XV secolo, coni Malatesta prima e i vescovi di Bertinoro dopo, la rocca perse la sua funzione militare: nel 1450 Domenico Novello Malatesta vi trasferì parte dell'archivio del convento di San Francesco, costituendo quello che fu il nucleo originario della futura Biblioteca Malatestiana mentre i vescovi ne fecero un luogo di educazione e di formazione. Nel 1584 Giovanni Andrea Caligari, vescovo di Bertinoro, vi pose la sua residenza; nel 1598 papa Clemente VIII la fece divenire il palazzo episcopale della Diocesi di Bertinoro. Nel 1613 venne terminato il ciclo degli affreschi per la sala da pranzo del vescovo per opera del pittore Corradino Romano.
Nel 1969, dopo la morte dell'ultimo vescovo, la diocesi venne accorpata a quella di Forlì e dal 1986  non è più palazzo episcopale. Nel 2000 vennero completati nuovi lavori di restauro e divenne sede di enti universitari e, dal 2005, del museo dedicato alle tre religioni monoteiste del mediterraneo (islam, ebraismo, cristianesimo).

## Architettura
La struttura originaria risalente al X e all'XI secolo era costituita da una cerchia muraria, in parte ancora esistente, con quattro torri che circondava le abitazioni del borgo e ul castello centrale. Nelle mura vi erano tre ingressi chiamati Porta Cardinalis, Porta Francha e Porta Sancte Marie. Vi era anche una caserma con alcuni locali usati come prigione. Si ebbe una profonda trasformazione nel 1584 quando divenne sede vescovile mantenendo però il perimetro murario. Ulteriori modifiche vengono apportate fino al 1800; la mancata manutenzione causa nel 1927 il crollo della torre campanaria; una nuova torre venne ricostruita nel 1931. Durante la seconda guerra mondiale fu colpita dai bombardamenti anglo-americani nell’ottobre del 1944 e l'interno della rocca venne quasi totalmente distrutto. Nel dopoguerra venne restaurata con importati modifiche con lavori terminati nel 1949.